# 아들의 이름으로
《아들의 이름으로》는 2021년에 개봉한 대한민국의 영화이다.

## 캐스팅
- 안성기 : 오채근 역
- 윤유선 : 진희 역
- 박근형 : 박기준 역
- 이세은 : 세미 역
- 김희찬 : 민우 역
- 임향화 : 금자 역
- 안순동 : 상범 역
- 최윤슬 : 윤 사장 역
- 이승호 : 성호 역
- 김철  : 노인 역
- 김현숙 : 아내 역
- 박영진  : 앵커 역
- 이희규  : 병찬 역
- 서태성 : 대리기사
- 송정우  :
- 정보석 (특별출연)
- 송영창 (특별출연)